# Jerago con Orago
Jerago con Orago es una localidad y comune italiana de la provincia de Varese, región de Lombardía, con 5.048 habitantes.

## Historia
Los primeros registros históricos de la zona de Jerago con Orago se remontan a la época romana, cuando varios hallazgos sugirieron que estaba habitada por pequeñas comunidades de pastores. En la época romana pasaba por Jerago la vía Novaria-Comum, una calzada romana que unía los municipios de Novaria (Novara) y Comum (Como) a través de Sibrium (Castel Seprio).
Durante la Edad Media, el territorio se vio afectado por las luchas entre las familias Torriani y Visconti por el dominio del Contado del Seprio: la posición estratégica del pueblo le permitió construir pequeñas estructuras defensivas que más tarde se transformaron en verdaderos castillos.

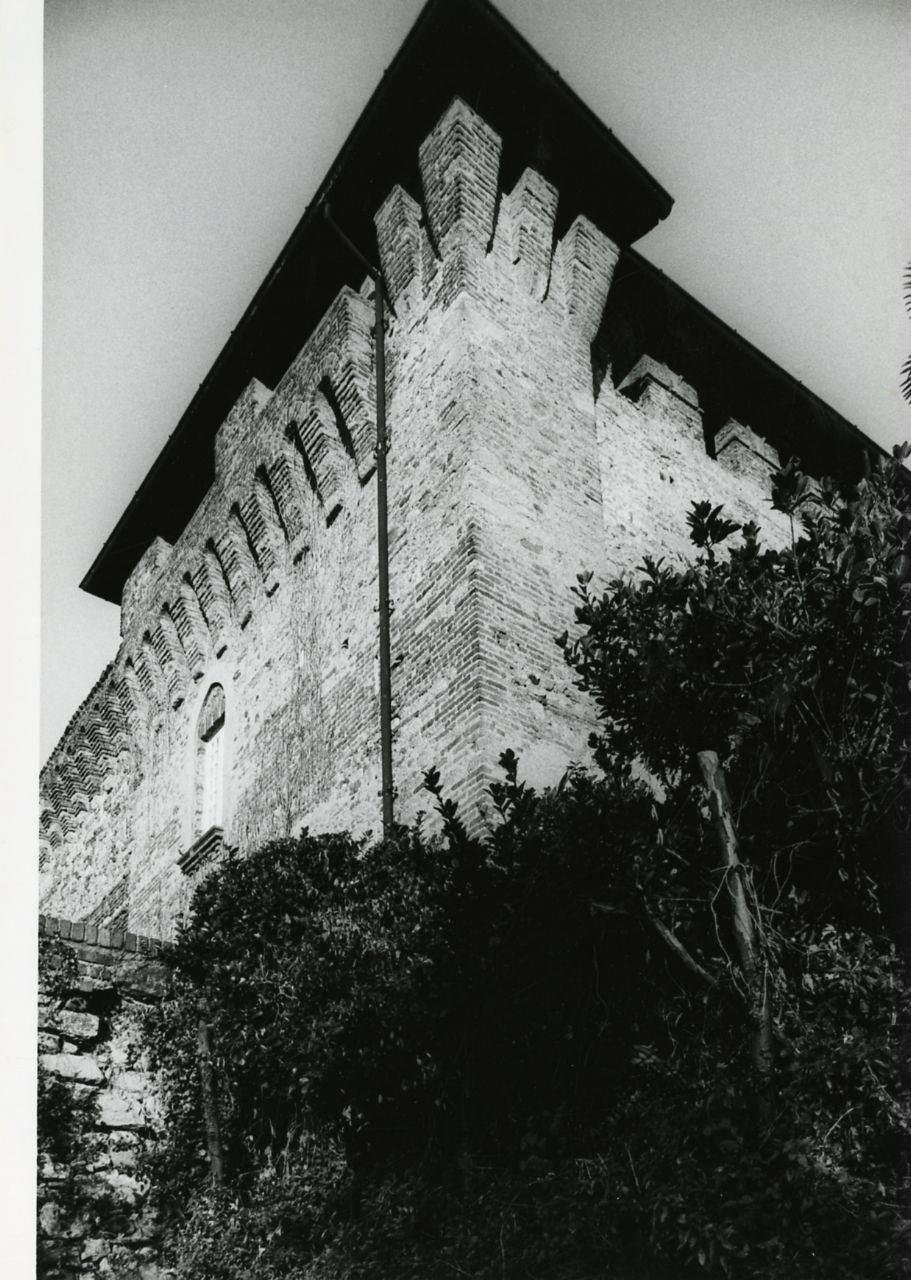
Jerago, 1980 (Paolo Monti)

## Evolución demográfica
| Gráfica de evolución demográfica de Jerago con Orago entre 1861 y 2001 |
|                                                                        |
| Fuente ISTAT - elaboración gráfica de Wikipedia                        |